# Ler (przystanek kolejowy)
Ler – kolejowy przystanek osobowy w Ler, w okręgu Trøndelag w Norwegii, jest oddalony od Oslo Sentralstasjon o 520,49 km a od Trondheim o 32,38 km. Znajduje się na wysokości 26,3 m n.p.m.

## Ruch pasażerski
Należy do linii Dovrebanen, Jest elementem kolei aglomeracyjnej w Trondheim i obsługuje lokalny ruch do Røros, Trondheim S i Steinkjer. W ciągu dnia odchodzi z niej ok. 10 pociągów.

## Obsługa pasażerów
Wiata, parking na 30 samochodów, parking rowerów. Odprawa podróżnych odbywa się w pociągu.